# Równy
Równy – polski taniec ludowy z regionu Biskupizny w Wielkopolsce, tańczony parami, chodzony naprzód, wirowy, w metrum dwudzielnym.
Pary posuwają się w prawo dookoła sali. Na znak partnera muzykanci przerywają granie i rozpoczyna on śpiewać piosenkę. Tańczący stają i włączają się do śpiewu. Po chwili tańczą w lewym kierunku.